# 齒列

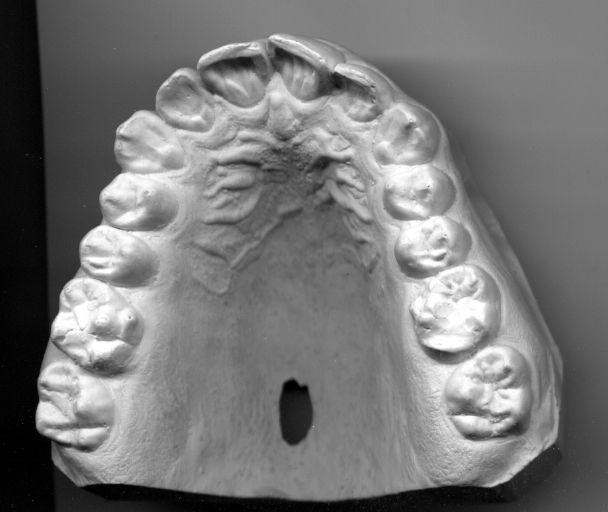
人類上腭鑄型：門齒、犬齒、小臼齒和全套三枚臼齒中的兩枚。

齒列（dentition）亦作牙列、齒系、牙系，是動物口腔中全套牙齒的發育和排列模式。
除單孔目、貧齒目、穿山甲屬和鯨目以外，所有哺乳動物都具備四種類型的牙齒，而且每一類型的牙齒，與物種相應，都有固定的最大數目。這四個類型分別爲：門齒（門牙、切牙，incisor）、犬齒（尖牙，canine）、小臼齒（前臼齒、前磨牙，premolar）和臼齒（大臼齒、磨牙，molar）。其中的人類的前後（小大）臼齒（磨牙），通常也被稱作槽牙。符合這種類型劃分的齒列被稱作異形齒（heterodont），否則則稱作同形齒（homodont）。
許多哺乳動物有幼體和成體兩套牙齒，幼年的牙齒稱作乳牙，將在成長過程中脫落，由新生的恒牙替換。動物中擁有前後兩套牙齒的現象被稱作兩期齒或再出齒（diphyodont）。
人的一生有兩副牙：一副為乳牙，共20個；一副為恆牙，共32個，自6歲起乳牙漸次更換為恆牙，至12歲前後除第3磨牙外，恆牙全部萌出。第3磨牙一般在20歲以後萌出，又稱智齒。智齒也可終生不出，因此人的恆牙為28～32個均為正常。

## 齿式
齿式（dental formula）或稱牙式，是用於描述各型牙齒上下排序的結構式：
異形齒類動物的各型牙齒的數目，可用對應單側（左側）上下兩列牙齒的上下排結構式，或列於分數線上下方結構式來描述；而口腔内牙齒的總數則是結構式所記數目的兩倍（牙齒的排列左右對稱）。具體而言，結構式每行從左到右依次爲門齒數、犬齒數、小臼齒數和臼齒數。例如齒列上部結構式2.1.2.3所表示的就是門齒兩枚、犬齒一顆、小臼齒兩顆和臼齒三枚，所對應的是口腔上頜一側的牙齒。
此外，具體的每顆牙齒可依其類型歸屬以英文類型名的首字母和從1起的數字進行標號。但是小臼齒的最内顆固定爲4號。這就意味著，裂齒總是第四顆上小臼齒和第一枚下臼齒。因而人類牙齒的一側一列可記爲 I1，I2， C1，P3， P4， M1，M2，M3（首字母所對類型見前文）。
犰狳由於是同形齒類動物，它的齒式就是簡單的7/7。

### 人類齒式
- 乳齒
| 2.0.1.2.2.1.0.2 |
| 2.0.1.2.2.1.0.2 |

或，
| 中.2.0.1.2.右 |
| 2.0.1.2       |

- 恆齒
| 3.2.1.2.2.1.2.3 |
| 3.2.1.2.2.1.2.3 |

或，
| 中.2.1.2.3.右 |
| 2.1.2.3       |

“中”“右”二字可以省去不写。

### 貓的齒式
| 3.1.3.1 |
| 3.1.2.1 |

因為貓是食肉動物的緣故，其上小臼齒的最内一顆和下臼齒的最外一顆又被稱作食肉齒(carnassial)或裂齒，其功用是切割肉和皮膚。
幼貓的乳牙爲26顆。

### 其他
有胎盤哺乳動物的最大齒式為：
| 3.1.4.3 |
| 3.1.4.3 |

無胎盤哺乳動物，有袋類等，可以比胎盤類擁有更多的牙齒。如負鼠目的齒式爲：
| 5.1.3.4 |
| 4.1.3.4 |

## 齒列在考古學中的應用
對牙齒的研究是考古學的重要手段之一。特別是對那些年代相當古老的動物和人類的遺骸與化石，比較對其他類型骸骨的研究（骨骼測量學），對牙齒的研究有著更爲突出的優勢。因為牙齒的結構和排列作為遺傳特徵是相對穩定的，不會因環境的改變，飲食結構的改變及應用方式的改變等而發展急劇的變化。牙齒也往往比其他的骸骨保存得更好，因而在實際的考古活動中它也是更容易獲得的和更有代表性的遺骸標本。
牙齒又是追蹤古人類遷移的有利證物。儘管人類的齒列都是相同的32顆，但也存有一些明顯的細節上的差別，如門齒的形狀、臼齒的溝槽數、某些牙齒的特異尖端等。這些差異不單是與特定的人類種群相對應，而且，在同一種群中，這些特徵本身也會隨時間的推移而發生演變。所以通過所得牙齒標本的考查旣可以確定所屬的種群又能推算出牙齒主人所生活的年代。

## 外部連結
- （英文）科羅拉多州牙齒解剖學頁面